# Појана (Негри)
Појана (рум. Poiana) насеље је у Румунији у округу Бакау у општини Негри. Oпштина се налази на надморској висини од 197 m.

## Становништво
Према подацима из 2002. године у насељу је живело 1593 становника, од којих су сви румунске националности.